# Prorivulus
Prorivulus is een geslacht van straalvinnige vissen uit de familie van de killivisjes (Rivulidae).

## Soort
- Prorivulus auriferus Costa, Lima & Suzart, 2004